# 짧은귀박쥐
짧은귀박쥐(Cyttarops alecto)는 대꼬리박쥐과에 속하는 박쥐의 일종이다. 남아메리카와 중앙아메리카의 토착종이다. 짧은귀박쥐속(Cyttarops)의 유일종이다. 브라질과 코스타리카, 기아나 그리고 니카라과에서 발견된다.

## 특징
짧은귀박쥐는 검은색 주머니날개박쥐의 일종으로 겉모습은 주머니날개박쥐속(Saccopteryx) 또는 개닯은박쥐속(Peropteryx) 박쥐를 닮았지만, 길고 윤기가 나는 털과 낮고 둥근 귀, 퍼진 쇄골, 홈을 가진 경골 그리고 전두골 등이 차이가 있다. 전완장의 범위는 45.8~47.2mm이고, 두개골 길이 범위는 12.6~14.3mm이다. 암컷이 수컷보다 약간 큰 경향을 띤다. 모든 대꼬리박쥐들처럼 짧은귀박쥐는 중앙의 좁은 대역의 산호와 하나 또는 두개의 짧은 주파수 변조 변화 신호로 이루어진 비슷한 반향정위 신호를 사용한다. 모든 신호는 2차 고조파에 대부분의 에너지가 집중된 다중 고조파이다.

## 분포
현재 알려져 있는 분포 범위는 코스타리카의 카리브 해 저지대부터 기아나를 거쳐 브라질의 파라 주까지 이어지며, 해발 고도 300m 이하 지역에서는 발견된 기록이 없다.

## 개체수
짧은귀박쥐의 정확한 개체군의 크기는 알려져 있지 않지만, 가장 희귀한 신열대구 박쥐의 하나로 습윤 저지대 지역의 10군데 이하 지역에서 채집한 20마리 이하의 표본만이 알려져 있다.
희귀종으로 직접적인 위협 요인이 없고, 넓은 분포 지역과 멸종 위협 범주에 포함될 정도로 빠르게 개체수가 감소되고 있지 않기 때문에 "관심대상종"으로 분류되고 있다.

## 먹이
공중에 날아다디는 곤충을 먹이로 먹는다.

## 습성
짧은귀박쥐는 암수 박쥐와 다양한 나이의 박쥐가 포함된 작은 무리(1~10마리)가 낮에 코코 야자나무 잎 아래에 매달려 생활한다. 다양한 나무 높이의 잎 중간쯤에 자유롭게 매달려 있다. 야행성 동물로 해가 지고 약 45분 이전에는 통상적으로 움직이지 않으며, 처음 15분부터 30분까지는 둥지 둘레의 주변 지역에 제한적으로 생활한다. 완전히 어두워지면 흩어져서 땅으로부터 최소 3~4m 이상 비행한다. 사람들이 많이 거주하는 건물 등에 상당히 노출된 장소에 종종 둥지를 만드는 데, 이는 사람들의 서식지 교란에도 적응해 있음을 의미한다.